# 国東の耶馬
国東の耶馬（くにさきのやば）では、大分県の国東半島一帯（豊後高田市、国東市、杵築市）に存在する「～耶馬」と称される岩峰群について説明する。
国東半島には、中央に位置する両子山、文珠山を中心として放射状に国東二十八谷と呼ばれる数多くの谷が形成されており、凝灰岩や溶岩の浸食により生じた奇峰奇岩に富んでいる。これらの渓谷には、大分県中津市にある耶馬渓に景観が似ていることから、これになぞらえて「～耶馬」と名付けられたものが数多い。
国指定名勝が３件（天念寺耶馬及び無動寺耶馬、中山仙境（夷谷）、文殊耶馬）あり、それぞれの独特な風致景観が評価されている。

## 夷耶馬
豊後高田市夷谷にある耶馬で、大分県指定名勝「夷谷」の一部を成し、瀬戸内海国立公園の指定区域にも含まれている岩峰が林立する様子は「日本の桂林」とも呼ばれ、豊後高田市を代表する耶馬とされる。それぞれの岩峰には、烏帽子岩、鯨岩のように、その形に由来する名前が付けられている。東夷と西夷からなり、その間を隔てる岩峰群は「中山仙境」と呼ばれ、無明橋は有名。一路一景公園から一帯を眺望することができる。平成30年10月15日に「中山仙境（夷谷）」として国の名勝に指定された。

## 天念寺耶馬
豊後高田市長岩屋にある天念寺の背後に聳える岩峰群から成る耶馬。御山と呼ばれる岩場には、岩屋等の修行場が開かれている。その中にある無明橋はアーチ状を成しており、国東半島にいくつかある無明橋の中でも最もよく知られ、豊後高田市のシンボルとなっている。天念寺耶馬は三浦梅園が愛したことでも知られており、天念寺の本堂横には梅園の漢詩を刻んだ鳥居の一部が残っている。また、明治時代の『大分県社寺名勝図録』にも描かれており、当時から景勝地として知られていたことがうかがえる。平成29年10月13日に「天念寺耶馬及び無動寺耶馬」として国の名勝に指定された。 

## 田染耶馬
豊後高田市と杵築市の境にある田原山（鋸山）を中心に、豊後高田市田染、杵築市大田、杵築市山香町にかけて広がる耶馬である。中世の荘園の姿をとどめる田染荘に位置しており、2015年7月に豊後高田市指定文化財に指定された「田染荘の村絵図」にも、江戸時代初期の田染耶馬が描かれている。景勝地としては、田染荘を展望する「夕日岩屋」（「間戸岩屋」）や、三ノ宮八幡社前の「三ノ宮の景」と呼ばれる岩峰群がよく知られている。田染岩峰とも呼ばれる。

## 鬼城耶馬
並石ダムから見える岩峰群。山腹に大きく空いた穴があって、鬼が住むと伝えられることから鬼城耶馬（きしろやば）と呼ばれる。ドーム状の岩屋に二階建ての堂宇が納められている大内観音もある。イチョウやカエデが多く、気温が比較的低いため紅葉の時期が早いことから、紅葉狩りの名所になっている。鬼城岩峰、並石耶馬（なめしやば）とも呼ばれる。 

## 黒土耶馬
豊後高田市黒土の無動寺の背後にある岩峰群。明治時代の地誌『西国東郡誌』では「奇勝の中の奇勝」と記されている。現在、無動寺がある場所には、江戸時代には六郷満山中山本寺の本松房という寺院があり、無動寺は後に下黒土近辺から当地に移ったものである。平成29年10月13日に「天念寺耶馬及び無動寺耶馬」として国の名勝に指定された。

## 文殊耶馬
国東市大恩寺にある文殊仙寺の境内及び付近の岩峰群から成る耶馬。桜や紅葉の名所としても知られる。

## 千灯耶馬
国東市千灯の岩峰群から成る耶馬。東不動と西不動に分かれている。

## 岩戸耶馬
国東市岩戸寺の岩戸寺の背後に広がる岩峰群。岩戸寺耶馬とも呼ばれる。